# 송석우
송석우(宋錫雨, 1983년 3월 1일~)는 대한민국의 은퇴한 쇼트트랙 선수이다.  2006년 동계 올림픽 5000m 계주에서 금메달을 획득하였다.

## 학력
- 서울언주초등학교
- 도곡중학교
- 광문중학교
- 단국대학교

## 수상
- 2006 토리노 동계올림픽 쇼트트랙 남자 5000m 계주 금메달
- 2005 쇼트트랙 월드컵 3차 대회 남자 1000m 2위
- 2005 국제빙상연맹 쇼트트랙월드컵 2차 대회 남자 500ｍ 동메달
- 2005 국제빙상연맹 쇼트트랙월드컵 2차 대회 남자 500ｍ 동메달
- 2005 동계유니버시아드대회 쇼트트랙 500M 금메달
- 2004 쇼트트랙 세계 선수권대회 500M 1위
- 2003 제5회 동계아시안게임 3000M 1위